# Руски Туркестан
Руски Туркестан (рус. Русский Туркестан) је била провинција Руске Империје, територију су припојили за време цара Александром II 1867. Руски Туркестан је заузумао западни део Туркестана. Данас је та територија део централноазијских држава бившог Совјетског Савеза: Казахстана, Узбекистана, Киргистана, Таџикистана и Туркменистана.